# 奥平光紀
奥平 光紀（おくだいら みき）は、日本で活動するミュージカル女優である。劇団四季所属。

## 来歴
青森県上北郡下田町（現・おいらせ町）出身。下田町立木ノ下中学校（現・おいらせ町立木ノ下中学校）と八戸聖ウルスラ学院高等学校音楽科を卒業後、関西へ移住。アルバイトで生計を立てながらスタジオでのレッスンに打ち込み、2010年に劇団四季研究所に入所した。
2010年9月7日に自由劇場で開幕した『赤毛のアン』のティリー役で初舞台を踏み、同年12月9日に開幕した『雪ん子』では早くも主人公のゆき役に抜擢された。2011年には『ユタと不思議な仲間たち』の東北ツアーに同行し、観劇に招待した東日本大震災の被災者たちを励まして回った。

## 人物
母は声楽家の奥平純代で妹の奥平光音も同じくミュージカル俳優で姉妹で劇団四季に所属している。

## 主な出演作品
- 赤毛のアン - ティリー 役（2010年）
- 雪ん子 - ゆき 役（2010年）
- ユタと不思議な仲間たち - 小夜子 役（2011年）
- オンディーヌ - アンサンブル（2012年）
- 夢から醒めた夢 - マコ 役（2012年）
- 王様の耳はロバの耳 - ナタネ 役（2013年）
- 桃次郎の冒険 - スモモ 役（2013年）
- ふたりのロッテ - トルーデ / アンニー 役（2014年）
- ジーザス・クライスト・スーパースター - アンサンブル（2015年）
- サウンド・オブ・ミュージック - シスター・マルガレッタ 役（2015年）
- キャッツ - ジェリーロラム＝グリドルボーン 役（2016年）
- ノートルダムの鐘 ‐ アンサンブル （2022年）
- ゴースト&レディ-アンサンブル　（2024年）